# Небеса обетованные
«Небеса́ обетова́нные» — советский художественный фильм, трагикомедия и социальная драма режиссёра Эльдара Рязанова.

## Сюжет
Москва, осень, конец перестройки в СССР. На городской свалке, недалеко от железнодорожного вокзала, живут бездомные люди. Сообщество свалки крайне разнообразно — среди них скрипач-еврей Соломон, машинист (забравший на свалку свой паровоз), художница Фима. Однажды глава нищих Дмитрий Логинов (Митя), бывший партийный работник, а потом диссидент по прозвищу «Президент», вместе с Соломоном объявляют о том, что у них был контакт с инопланетянами, и что все бездомные скоро улетят на другую планету. Сигналом пришествия инопланетян должен будет служить снег голубого цвета.
Далее главным героем фильма становится Катя Иванова. С ней подло обошлись её двое сыновей: старший сын Кирилл «сплавил» мать из Ленинграда в Москву погостить у младшего сына Васи, который в день её приезда напился, избил мать и выгнал на улицу. Оставшаяся ни с чем женщина, потерявшая к тому же память, вынуждена бродить по улицам столицы в поисках еды. Она сталкивается с Фимой и пытается отобрать у неё булку. Завязывается потасовка, и в итоге булка достаётся бродячей собаке. Но Фима решает взять ничего не помнящую женщину под опеку, нарекает её Катей Ивановой и обещает обеспечить местом на свалке. Предприимчивая Фима отправляется с Катей в столовую милосердия, недавно открывшуюся в Сокольниках. Однако там им отказывают в еде, так как для получения бесплатного питания недостаточно просто быть нищим и нуждающимся, надо иметь документ об этом. Подруг по несчастью выдворяют из «заведения милосердия». В знак протеста Фима разбивает окно столовой, в итоге её и Катю арестовывает милиция на 15 суток.
Но из-за отсутствия камеры для женщин, Фиму и Катю определяют «в виде исключения» к временно задержанному Семёну Ефремовичу Бакурину, полковнику в отставке, участнику советско-японской войны. Бакурин угодил за решётку при следующих обстоятельствах: двое неизвестных пытались украсть колёса его машины, а он, увидев это и решив задержать воров, сбросил с балкона тяжёлую гирю на их машину, в результате чего сидевший в машине водитель оказался в длительном обмороке. В зависимости от того, выживет вор или умрёт, будет решаться судьба Бакурина: его либо выпустят, либо переведут в СИЗО как подозреваемого в убийстве при превышении пределов необходимой обороны.
В качестве исправительных работ Фима и Катя делают в отделении уборку. В это время Фима учит Катю, как правильно попрошайничать на улице, делится с ней своими взглядами на профессию нищенки и жизнь в целом. Вскоре отпускают Бакурина — вор пришёл в себя, и теперь судить будут его, а не полковника. Затем на свободу выходят Катя и Фима. Фима приводит Катю на свалку «к своим». Бакурин также приезжает на свалку в гости к новым знакомым. В этот момент на свалку приходят сотрудники американской фирмы. На месте свалки они планируют построить завод по изготовлению противозачаточных средств и отель, однако нищие прогоняют их. Им надо продержаться на свалке до появления голубого снега во что бы то ни стало.
Далее Фима, Катя, Президент и Семён Ефремович отправляются на свадьбу к Фёдору Степановичу Елистратову, брату Фимы, пианисту и солагернику Мити-Президента. Фёдор женился на юной учащейся ПТУ Жанне, которая искала себе комнату и набрела на дачу, где жил Фёдор Степанович, хотя и очень пожилой, но по-прежнему обожающий женщин интеллигент… Спустя некоторое время он сделал ей предложение руки и сердца, и в 8-й раз отправился под венец. По ходу празднества Фима флиртует с Бакуриным, рассказывает о своём с Федей отце-генерале. В конце вечера приезжают настоящие хозяева дачи, которую, как выяснилось, Фёдор, также бездомный, просто занял во время их отсутствия. Они вызывают милицию, всех бездомных арестовывают и отправляют в дом престарелых. Федя сожалеет о случившемся и корит себя за подлый поступок — ведь он обманул Жанну (и ему всё равно, что Жанна и её хваткая тётка из провинции на самом деле хотели просто захватить его дом). Фима же грубо отзывается о Жанне, что не нравится Феде, и он обвиняет сестру в том, что это она, Фима, из-за своей любви к богемному образу жизни, пока Фёдор сидел, растратила всё их имущество и «профукала» роскошную родительскую квартиру. На фоне пережитого Феде становится плохо с сердцем, и он умирает, превратившись в ангела.
Спустя некоторое время на свалку опять приходят представители фирмы вместе с председателем райисполкома Олегом Павловичем Мировым. Бездомным снова удаётся их выгнать, однако их противники не собираются сдаваться. Фима и Митя приходят к бывшей жене Мити Аглае Свидерской, ветерану партии, с просьбой устроить им приём в исполкоме. Аглая отказывается, мотивируя это «идейными соображениями». Митя, несмотря на то, что когда-то Аглая развелась с ним, как только его исключили из партии и посадили, испытывает к ней нежность и доброту. Он рассказывает ей о контакте с инопланетянами, и что он зарезервировал для неё место.
На следующий день на свалку заявляются Кирилл и Вася, сыновья Кати, и сожительница Васи Люська с целью забрать мать домой. Увидев их, Катя сразу вспоминает, кто она такая и как оказалась на улице. После этого она с помощью своих бездомных друзей выгоняет неблагодарных сыновей, не желая их больше видеть. Вслед за этим приезжает Бакурин, чтобы отметить с новыми друзьями свой день рождения. Фима делает подарок Бакурину — конуру на свалке, дающую право на отлёт; Бакурин с благодарностью принимает подарок. После чего Бакурин, Катя и Фима становятся свидетелями, как простодушный бродяга Степан выгоняет на улицу Соломона-скрипача, сопровождая все это антисемитской бранью. Соломон поясняет недоумевающим соседям, что Степа очень впечатлительный: он попрошайничает в парке, где на митинг собираются черносотенцы, и наслушавшись их речей, выпив, начинает бузить. Полковник успокаивает Степана, вылив на него ушат воды. 
Катя готовит ужин на празднование дня рождения и рассказывает Мите, Фиме, Соломону и Бакурину свою историю — она работала на правительственной госдаче для высших партийных чиновников, от двух из которых и родила своих сыновей. Партийные начальники оставили Катю, но помогли ей получить для своих детей квартиры, сама же она отдавала сыновьям всё возможное, не замечая, что они вырастают копиями своих высокопоставленных отцов — такими же наглыми, расчётливыми, циничными, но инфантильными.
Появившийся на празднике протрезвевший Степан просит прощения у Соломона и других гостей, на что Президент укоряет его, поясняя, что «у нищих национальность общая».
С неба идёт голубой снег, а это означает, что скоро прибудут инопланетяне. Все местные жители собираются покинуть планету. Они видят яркий свет, который внезапно исчезает, и вместо инопланетян появляются армейские подразделения, ОМОН и председатель райисполкома Миров. Они требуют от бездомных немедленно покинуть территорию свалки и готовы начать снос танками, служащими в качестве бульдозеров. Появляется Аглая, возмущённая тем, что в исполкоме ей соврали, пообещав, что вопрос решится по-хорошему. Бакурин пытается образумить армию и милицию и призывает не совершать насилие. Но начальник милиции приказывает «убрать крикуна». Танк уничтожает «Москвич» полковника и чуть ли не давит самого Бакурина. После этого омоновцы и солдаты начинают штурм свалки, арестовывая её обитателей и сажая в милицейские машины, однако часть бездомных, среди них Митя-Президент, Аглая, Фима, Семён Ефремович, Катя, Машинист, Соломон и его друг Степан, оказывают сопротивление и в общей суматохе успевают сбежать на старом паровозе. Милиция на машине обгоняет его и переводит стрелку. Но паровоз, вместо того, чтобы столкнуться со стоящим на пути вагоном, неожиданно взлетает в небо. Увидевший это, Миров приказывает остановить паровоз с помощью зенитных установок ПВО «Шилка», однако и это не помогает. Паровоз навсегда покидает Землю, унося в небеса обетованные людей, которые на ней стали больше не нужны.

## Список ролей

### В главных ролях
- Лия Ахеджакова — Фима (Анфимья Степановна), нищенка, бывшая художница
- Ольга Волкова — Катя Иванова, нищенка, бывшая повариха и горничная
- Валентин Гафт — Дмитрий Логинов («Президент»), предводитель нищих бомжей, бывший партработник и диссидент, обладатель экстрасенсорных способностей
- Леонид Броневой — Семён Ефремович Бакурин («Банзай»), полковник в отставке, участник советско-японской войны
- Олег Басилашвили — Фёдор Степанович Елистратов, брат Фимы, пианист, диссидент и нищий, обживший чужую дачу

### В ролях
- Светлана Немоляева — Аглая Свидерская, бывшая жена Логинова, партработница на пенсии.
- Наталья Гундарева — Люська, посудомойка, сожительница Васьки
- Михаил Филиппов — Вася, младший сын Кати Ивановой / Василий Ильич Прохоров, номенклатурный работник
- Сергей Арцибашев — Кирилл, старший сын Кати Ивановой / Кирилл Григорьевич, номенклатурный работник
- Вячеслав Невинный — Степан, нищий, националист, сосед Соломона по конуре
- Роман Карцев — Соломон, нищий, скрипач, еврей, оказавшийся без работы и дома после того, как его родственники уехали в Израиль, а его не выпустили
- Александр Пашутин — нищий, машинист паровоза
- Наталья Щукина — Жанна, учащаяся ПТУ, 8-я жена Елистратова
- Нина Русланова — тётя Жанны, портниха из Твери
- Джон Кохан — мистер Уайлер, американский бизнесмен
- Александр Панкратов-Чёрный — Сидорчук, сотрудник американской фирмы
- Александр Белявский — Олег Павлович Миров, председатель райисполкома
- Сергей Данилевич — архитектор
- Мария Виноградова — старушка-нищенка
- Татьяна Гаврилова — Анька-бомжиха
- Валерий Носик — бомж
- Станислав Садальский — фотограф на свадьбе
- Фёдор Дунаевский — Андрей, сокурсник Жанны
- Игорь Ветров — Володя, сокурсник Жанны
- Людмила Иванова — Клава, соседка на даче, которую обжил Елистратов, кошатница
- Татьяна Кравченко — надзиратель в доме престарелых
- Зинаида Кулакова — бомжиха
- Юрий Митрофанов — Алексей Иванович Городецкий, начальник милиции

## Съёмочная группа
- Авторы сценария — Генриетта Альтман[вд] (ВГИК, дипломная работа, 1989), Эльдар Рязанов
- Режиссёр-постановщик — Эльдар Рязанов
- Продюсеры — Валентин Черных, Виктор Глухов
- Исполнительный продюсер — Карлен Агаджанов
- Сорежиссёр — Николай Скуйбин
- Главный оператор — Леонид Калашников
- Художники-постановщики — Александр Борисов, Сергей Иванов
- Композитор — Андрей Петров
- Запись музыки — Владимир Виноградов
- Звукорежиссёры — Юрий Рабинович, Семён Литвинов
- Постановщик трюков — Сергей Воробьёв, Алексей Лубны

## Признание и награды
| Премия                                                       | Категория                                 | Лауреаты и номинанты                      | Результаты |
| ------------------------------------------------------------ | ----------------------------------------- | ----------------------------------------- | ---------- |
| Конкурс «Лучший фильм года» журнала «Советский экран» (1991) | Лучший фильм 1991 года                    | Эльдар Рязанов                            | Победа     |
| Конкурс «Лучший фильм года» журнала «Советский экран» (1991) | Лучшая актриса года                       | Лия Ахеджакова                            | Победа     |
| Кинопремия «Ника» (1992)                                     | За лучший игровой фильм                   | Эльдар Рязанов                            | Победа     |
| Кинопремия «Ника» (1992)                                     | За лучшую режиссёрскую работу             | Эльдар Рязанов                            | Победа     |
| Кинопремия «Ника» (1992)                                     | За лучшую роль второго плана              | Лия Ахеджакова роль Фимы                  | Победа     |
| Кинопремия «Ника» (1992)                                     | За лучшую музыку к фильму                 | Андрей Петров                             | Победа     |
| Кинопремия «Ника» (1992)                                     | За лучшую работу звукорежиссёра           | Юрий Рабинович (посмертно) Семён Литвинов | Победа     |
| Кинопремия «Ника» (1992)                                     | За лучшую работу художника                | Александр Борисов Сергей Иванов           | Победа     |
| Кинопремия «Ника» (1992)                                     | За лучшую работу художника по костюмам    | Ирина Гинно                               | Номинация  |
| Кинофестиваль «Созвездие» (1992)                             | Приз критики «За талант чистой пробы»     | Ольга Волкова                             | Победа     |
| МКФ в Мадриде (1992)                                         | Гран-при «За лучший фантастический фильм» | Эльдар Рязанов                            | Победа     |

## Съёмки и прокат
Сюжет фильма «Небеса обетованные» перекликается с кинокартиной лауреатом Золотой пальмовой ветви Каннского кинофестиваля «Чудо в Милане» (реж. Витторио Де Сика, 1951), действие которого разворачивается вокруг колонии бездомных, землю из-под которой пытается присвоить себе предприимчивый делец. В конце итальянского фильма бездомные, пытаясь скрыться от преследующей их полиции, также возносятся на небеса.
Съёмки фильма длились с сентября по декабрь 1990 года. Монтаж, озвучивание, перезапись, печать копий проходили в январе—мае 1991 года.
Советская телепередача «Кинопанорама» в 1991 году посвятила фильму 2 выпуска — в первом было взято интервью у Эльдара Рязанова на съёмочной площадке, во втором рассказано о премьере фильма.
Актёры Сергей Арцибашев и Михаил Филиппов сыграли в фильме не только сыновей героини Ольги Волковой, но и их отцов — номенклатурных чинов, у которых героиня работала поваром и горничной и от которых, собственно, их и родила и в честь которых назвала (у отцов и сыновей одинаковые имена). Михаил Филиппов и Наталья Гундарева, сыгравшие в фильме сожителей, в реальной жизни являлись супругами. Роль Президента, как предполагалось изначально, должен был сыграть Георгий Бурков, однако за несколько месяцев до начала съёмок актёр сломал бедро и попал в больницу. В съёмочной группе Рязанова кто-то пошутил: «Так ведь Президент у нас хромой. Бурков и сыграет его на костылях». Актёру была сделана операция на ноге, но после этой операции он скончался, вследствие чего роль Президента исполнил Валентин Гафт, при этом персонаж остался хромым и с костылём.
Впервые фильм был показан в Харькове в мае 1991 года. В Москве премьера состоялась 28 августа 1991 года в зале Белого дома. В обоих случаях зрители встретили фильм очень тепло.

## Музыкальное сопровождение
- В сцене в кафе фоном звучит песня Владимира Преснякова-младшего «Папа, ты сам был такой»
- На даче во время свадьбы звучит песня Аллы Пугачёвой «Пригласите даму танцевать»
- Герой Олега Басилашвили поет романс «Молитва» (автор музыки — Андрей Петров, автор слов — Эльдар Рязанов) для невесты
- «Президент» (Валентин Гафт) и Елистратов (Олег Басилашвили) исполняют песню «По тундре» (без I строфы).
- В различных напевах звучат песни:
  - «Взвейтесь кострами, синие ночи»,
  - «Красная рябина»,
  - «Коробушка»,
  - «Наш паровоз вперёд летит»,
  - «Москва майская».
- В эпизоде прощания «Кати Ивановой» с Кириллом Григорьевичем звучит песня «Едем мы, друзья, в дальние края», в следующем эпизоде её же прощания с Василием Ильичом звучит песня Софии Ротару «Родина моя»
- Финальные титры идут под песню «Молитва» в исполнении Елены Камбуровой (автор музыки — Андрей Петров, автор слов — Эльдар Рязанов).

## Киноаналогии
- Приём с улетевшим паровозом использован также Эмиром Кустурицей в фильме «Аризонская мечта» (1993) — там на Луну улетела карета скорой помощи, в которой умер дядя Акселя. Аналогичный приём появится также в фильме С. Урсуляка «Сочинение ко Дню Победы» (1998), где трое ветеранов Великой Отечественной войны улетают в неизвестном направлении на захваченном самолёте Ил-86.
- Кинокомедия Жана Жиро «Суп с капустой» (1981) имеет схожий сюжет. К двоим забытым старикам, которые доживают свой век в глухой деревне, прилетает инопланетянин и приглашает их к себе на планету. Когда на стариков начинается гонение со стороны властей городка и жителей, они в финале фильма улетают на летающей тарелке.